# Rödgul lövmätare
Rödgul lövmätare Scopula imitaria är en fjärilsart som beskrevs av Jacob Hübner 1798. Rödgul lövmätare ingår i släktet Scopula och familjen mätare, Geometridae. Arten är ännu inte påträffad i Sverige. En underart finns listad i Catalogue of Life, Scopula imitaria syriacaria Culot 1918. 

## Bildgalleri

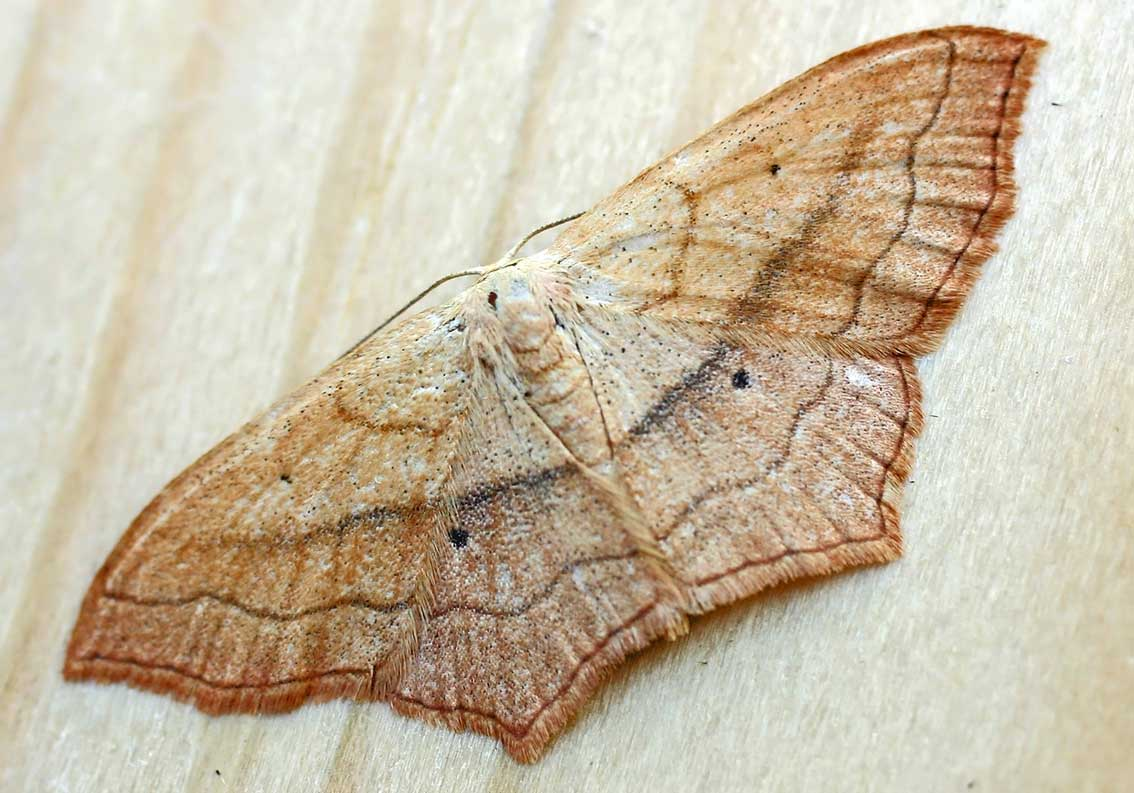
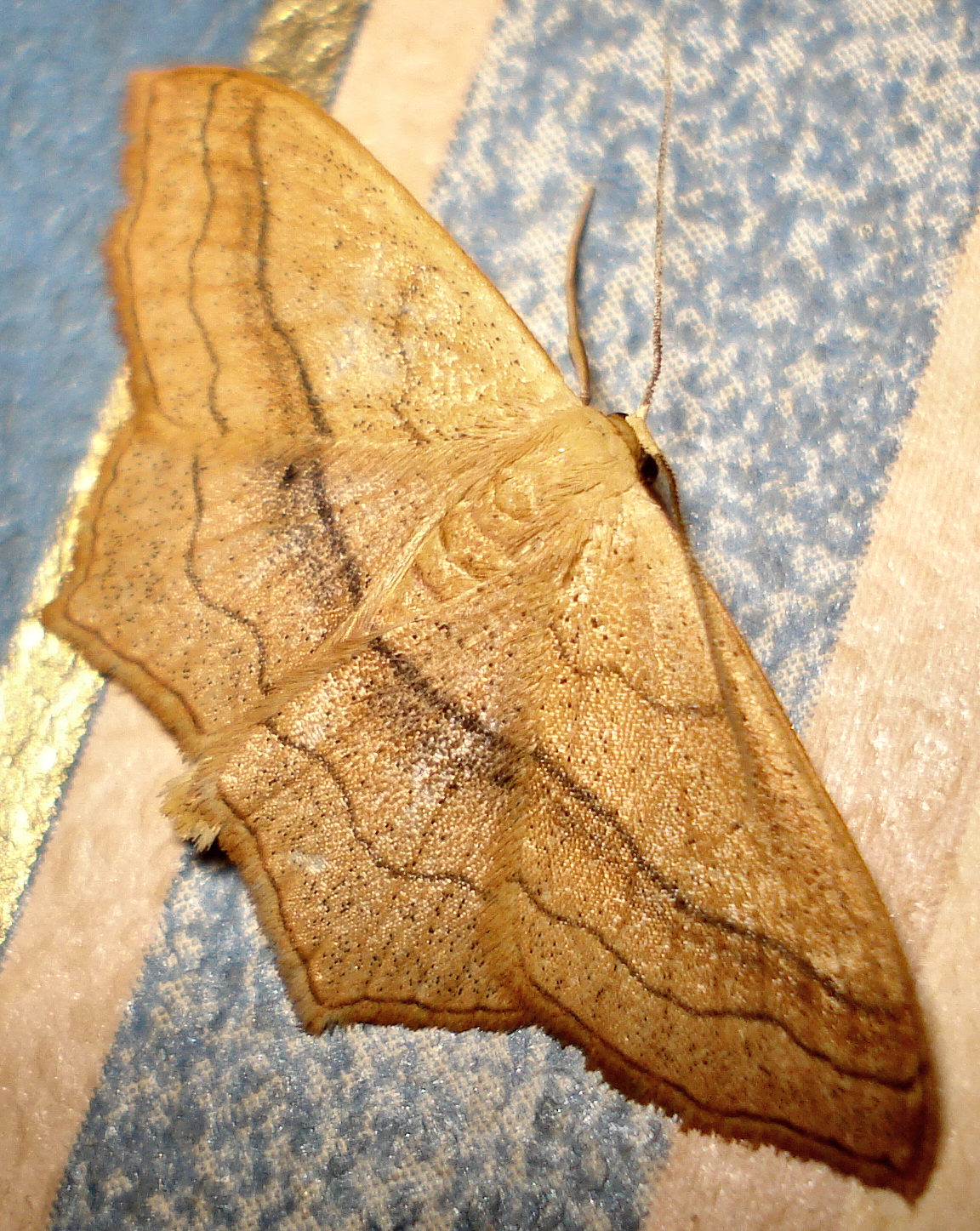
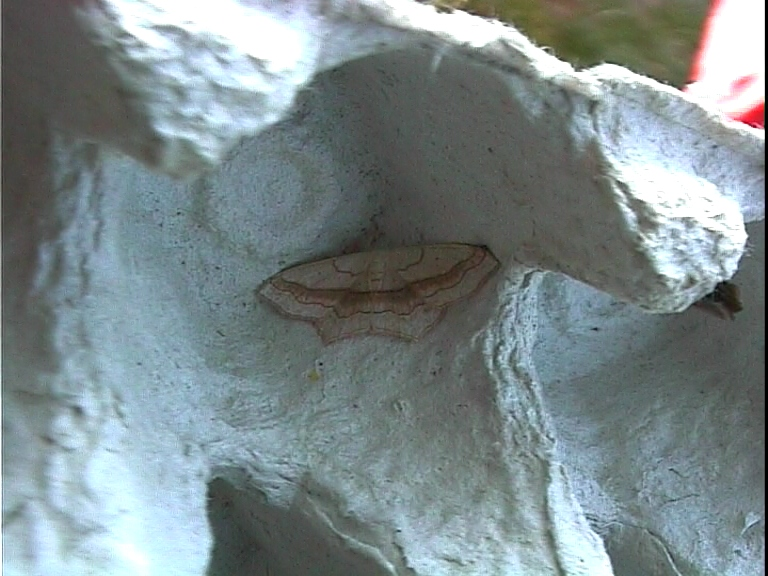